# 貨幣基金
货币基金，又称為货币市场基金（英文：Money funds, Money market funds，或称 Money market mutual funds）是共同基金的一種，指投入現金定存以及高信用評等的短期票券（一般在1年以下）的基金。其管理目标是通过流动性投资维持高度稳定的资产价值，同时以股息的形式向投资者支付收入。
货币基金寻求的目标是控制信用、流动性和市场的风险而导致的损失。它可投资的品种有限，一般限于商业票据、回购协议、短期债券和其他货币基金。货币市场证券必须具有高流动性和最高质量。以美国市场的货币基金为例，该品种受证券交易委员会 (SEC) 根据 1940 年《1940投資公司法》进行监管。该法第 2a-7 条限制了货币市场基金投资的质量、成熟度和多样性。根据该法案，货币基金主要购买评级最高的债务，这些债务在 13 个月内到期。投资组合必须保持 60 天或更短的加权平均期限 (WAM)，并且对任何一个发行人的投资不得超过 5%，政府证券和回购协议除外。
一般而言這類基金所投入資產風險較小，極少出現本金虧損的情形，而被認為是資金的短期避風港。但在2007年－2009年環球金融危機中，因為一些公司的倒閉（例如雷曼兄弟）使得一些貨幣基金因購買了這些公司的短期票券而遭受損失。
貨幣基金的投入理由與定存類似，一般有幾項，一是作為投資其他貨幣的管道。（有些幣種本身的兑換自由度不夠高）；二是在類似的風險波動下，獲得比定存稍高的收益。（但如果基金的收費過高這項功能就無法彰顯）；三、利用基金轉換的功能，將其他放在股票、債券基金的資金，暫時轉入貨幣基金，待機會再轉換至想要投入的基金中。